# Myiodola scalabrii
Myiodola scalabrii là một loài bọ cánh cứng trong họ Cerambycidae.